# Hacienda Vieja, Hidalgo
Hacienda Vieja är en ort i Mexiko.   Den ligger i kommunen Mixquiahuala de Juárez och delstaten Hidalgo, i den sydöstra delen av landet, 100 km norr om huvudstaden Mexico City. Hacienda Vieja ligger 2 109 meter över havet och antalet invånare är 206.
Terrängen runt Hacienda Vieja är huvudsakligen kuperad, men söderut är den platt. Runt Hacienda Vieja är det tätbefolkat, med 356 invånare per kvadratkilometer. Närmaste större samhälle är San Salvador, 12,9 km öster om Hacienda Vieja. Trakten runt Hacienda Vieja består till största delen av jordbruksmark.